# Kent Conrad
Kent Conrad (nascido em 12 de março de 1948) é um político americano, o mais antigo  senador de Dakota do Norte o 21º senador mais antigo dos Estados Unidos, membro do Partido Democrata-NPL, a filial  do Partido Democrata em Dakota do Norte. Eleito pela primeira vez para o Senado em 1986, atualmente é presidente do Orçamento do Senado.

## Senador dos Estados Unidos
Conrad participa uo já participou da seguintes comissões:
- Comissão da Agricultura, Nutrição e Florestas
- Subcomissão de Ciência e Tecnologia da Energia
- Subcomissão de Relações Exteriores e Marketing
- Subcomissão sobre a Produção, Proteção de renda e de suporte do preço
- Comissão do Orçamento (presidente) e de finanças
- Subcomissão de Segurança Social, Pensões, e da Política de Família
- Subcomissão de Tributação, Fiscalização IRS e Crescimento de Longo Prazo (presidente)
- Comissão dos Assuntos Indígenas
- Comissão Mista sobre Tributação

### Reconhecimento
Em abril de 2006, foi escolhido pela revista Time como um dos 10 senadores mais influentes dos Estados Unidos.